# Dawe Kachen
Dawe Kachen (ou Dawi Qacha) est un woreda du sud de l'Éthiopie situé dans la zone Est Bale de la région Oromia. Détaché de Goro, il a 30 849 habitants en 2007, son chef-lieu est Mio.
Limitrophe de la région Somali, Dawe Kachen est entouré dans la région Oromia par les woredas Ginir, Goro et Guradamole.
Il fait partie de la zone Est Bale récemment détachée de la zone Bale.
Les grottes de Sof Omar, inscrites sur la liste indicative du patrimoine mondial depuis 2011 en tant que patrimoine naturel et culturel, se trouvent dans le woreda.
Le recensement national de 2007 fait état d'une population totale pour ce woreda de 30 849 habitants dont 3 % de citadins. La quasi-totalité (99 %) des habitants sont musulmans. Le chef-lieu, Mio, qui a 793 habitants en 2007 est la seule agglomération recensée dans le woreda.
En 2022, la population du woreda est estimée à 43 587 personnes avec une densité de population de 15 personnes par km2 et 2 824 km2 de superficie.